# غريغوري هايسلر
غريغوري هايسلر (بالإنجليزية: Gregory Heisler)‏ هو مصور أمريكي، ولد في 1954.

## وصلات خارجية
- الموقع الرسمي